# Flock
Flock byl svobodný multiplatformní webový prohlížeč vyvíjený stejnojmennou společností. Byl založen na prohlížeči Mozilla Firefox a pro vykreslování webových stránek používal renderovací jádro Gecko. Tvůrci Flocku tento prohlížeč nazývali „společenský“ a to díky velké interakci s webovými službami jako Facebook, Flickr, Gmail či Technorati. Prohlížeč též obsahoval nástroje na podporu blogování či práci se zdroji typu RSS. První veřejná ukázková verze tohoto prohlížeče vyšla 22. června 2006. Flock byl jedním z prohlížečů, který se objevil v ballot screenu od Microsoftu. Prostřednictvím ballot screenu byla dostupná i česká verze.
Multiplatformním byl Flock nazýván z důvodu dostupnosti pro Mac, Windows i Linux. Flock se za dobu svého krátkého působení dostal na žebříček nejpoužívanějších prohlížečů založených na Gecku.
Vývojáři Flocku se rozhodli od verze 3 přejít na jádro WebKit a k prohlížeči Chromium od Googlu.
26. dubna 2011 byla zrušena oficiální podpora a prohlížeč již nebyl aktualizován.